# Oratorio di Sant'Ambrogio (Segrate)
L'oratorio di Sant'Ambrogio è un luogo di culto cattolico di Redecesio, frazione di Segrate, in città metropolitana ed arcidiocesi di Milano; fa parte del decanato di Cernusco sul Naviglio.

## Storia
L'edificio è stato edificato nel XVI secolo ed è il terzo oratorio, in ordine di tempo edificato sul territorio di Segrate. Sono infatti presenti l'oratorio di San Vittore edificato tra il XIII secolo e il XV, quello del Crocifisso risalente al 1346, e di epoca successiva quello dedicato a San Rocco, nome che prese probabilmente dopo la peste del 1630, mentre all'origine era dedicato a san Nicola di Bari.
Pochi sono i documenti che ne testimoniano l'originale presenza che inizialmente da alcune ricerche lo porterebbero a essere presente sul territorio già dal 1258 e subordinato alla “Domus Portae Horientalis” di Milano, originariamente era gestito dagli umiliati per diventare poi di proprietà del seminario arcivescovile di Milano.
Nel 1569 e il 1571 fu san Carlo Borromeo arcivescovo di Milano a visitare l'oratorio e dalla relazione si evince che questi ordinò di ingrandire l'edificio perché insufficiente ad accogliere i fedeli. 
(Curia vescovile di Milano con l'antica cartina)
Nel 1607 fu visitato da don Ottaviano Baronio nel 1607 per conto di Federico Borromeo. La relazione ha lasciato testimonianza di un edificio di piccole dimensioni che ospitava come pala d'altare un'icona d'avorio raffigurante la Vergine Maria con i sani Ambrogio e di San Giovanni. Successivamente a questa data e per adempiere alle indicazioni del concilio tridentino fu rimossa l'icona e posto come pala d'altare il dipinto del bergamasco Enea Salmeggia: Madonna col Bambino tra i santi Ambrogio, Carlo Borromeo, Agnese e Giovanni Battista.
La chiesa nel 1867 durante il nuovo Regno d'Italia fu venduta a un privato proprietario anche della Cascina Pelegatta, e nel 2010 fu ceduta al comune di Segrate che si impegnò a eseguire importanti lavori di ristrutturazione e mantenimento riportando l'oratorio al suo aspetto originale.

## Descrizione

### Esterno
La chiesa è di piccole dimensioni, il fronte principale a cuspide, è delimitato da due lesene laterali e il portone principale sopraelevato da cinque gradini. Una lunetta semicircolare è posta sopra il portale raffigura il santo titolare con tiara e il pastorale, mentre la parte superiore della facciata presenta un'apertura apertura atta a illuminare l'aula interna inserita in uno sfondato sempre semicircolare. La parte finisce con le due gronde del tetto a capanna.
Il piccolo campanile a vela non è posto sul fabbricato ma sulla cascina Pelegatta posta a fianco.

### Interno
L'interno a unica navata con abside che conserva affreschi seicenteschi rinvenuti dopo i restauri del XX secolo a opera dell'amministrazione comunale. La pala d'altare del Salmeggia è inserita in una cornice lignea. Il dipinto inizialmente fu considerato lavoro del Luini, poi di Carlo Francesco Nuvolone per essere finalmente assegnato all'artista bergamasco che aveva lavorato in terra di Milano sia per la fabbrica del Duomo che come alunno del Peterzano, e di cui è visibile la firma dopo il restauro. Purtroppo la datazione è andata perduta a causa di un incendio sviluppatosi sull'altare che ha lambito la tela nella parte inferiore. La chiesa conserva anche un grande crocifisso devozionale ligneo.